# Леушень (Теленештський район)
Леушень (рум. Leușeni) — село у Теленештському районі Молдови. Утворює окрему комуну.

## Населення
За даними перепису населення 2004 року у селі проживали 1954 особи.
Національний склад населення села:
| Національність       | Кількість осіб | Відсоток   |
| -------------------- | -------------- | ---------- |
| молдавани румуни     | 1899 34        | 97,2% 1,7% |
| росіяни              | 12             | 0,6%       |
| українці             | 8              | 0,4%       |
| інша / без відповіді | 1              | 0,1%       |
| Всього               | 1954           | 100%       |